# Étage montagnard
 (novembre 2010).

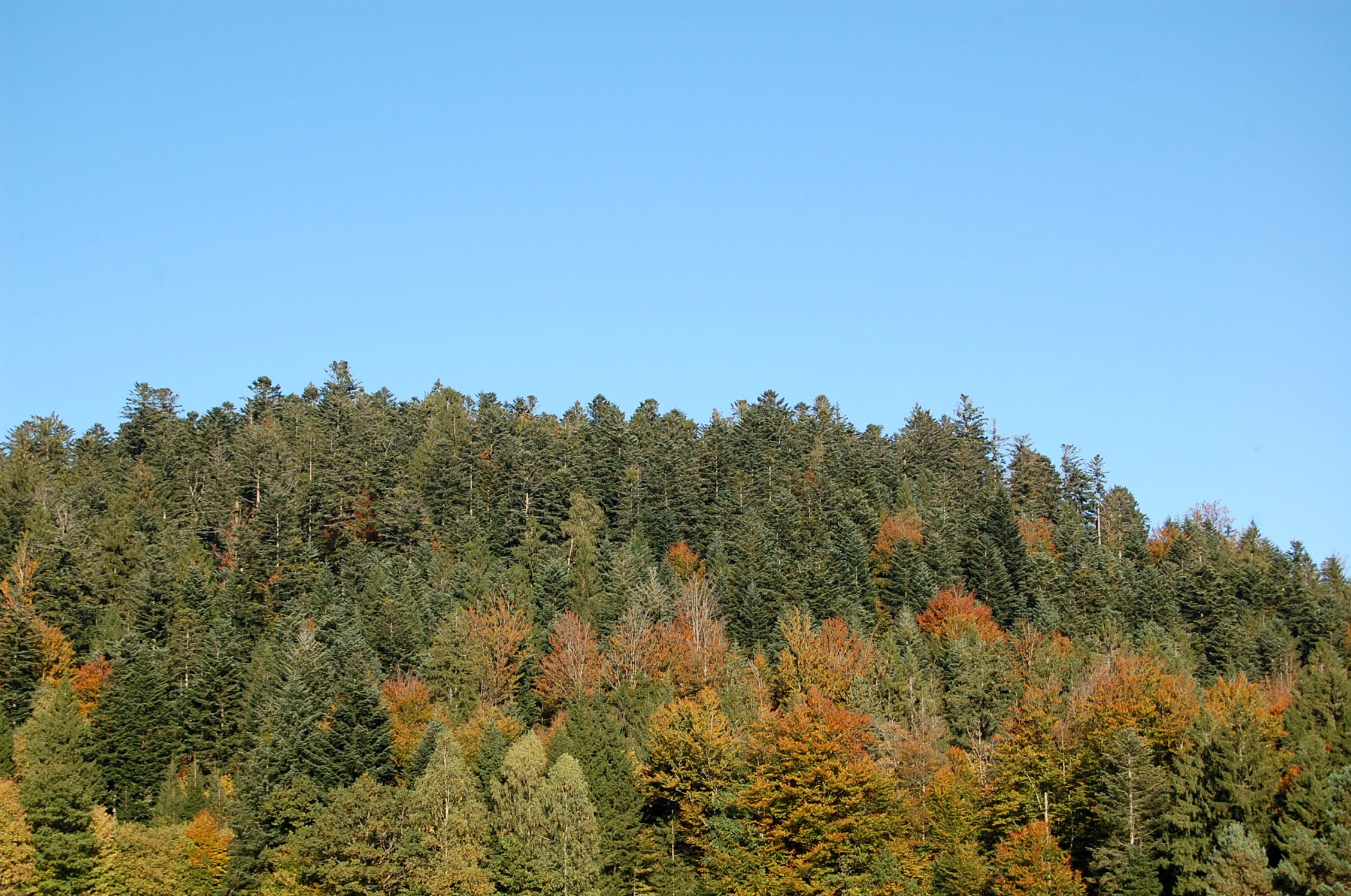
La hêtraie-sapinière est la forêt mixte typique de l'étage montagnard du massif des Vosges. En automne, les sapins restent verts tandis que le feuillage des hêtres prend des teintes orangées (Le Tholy).

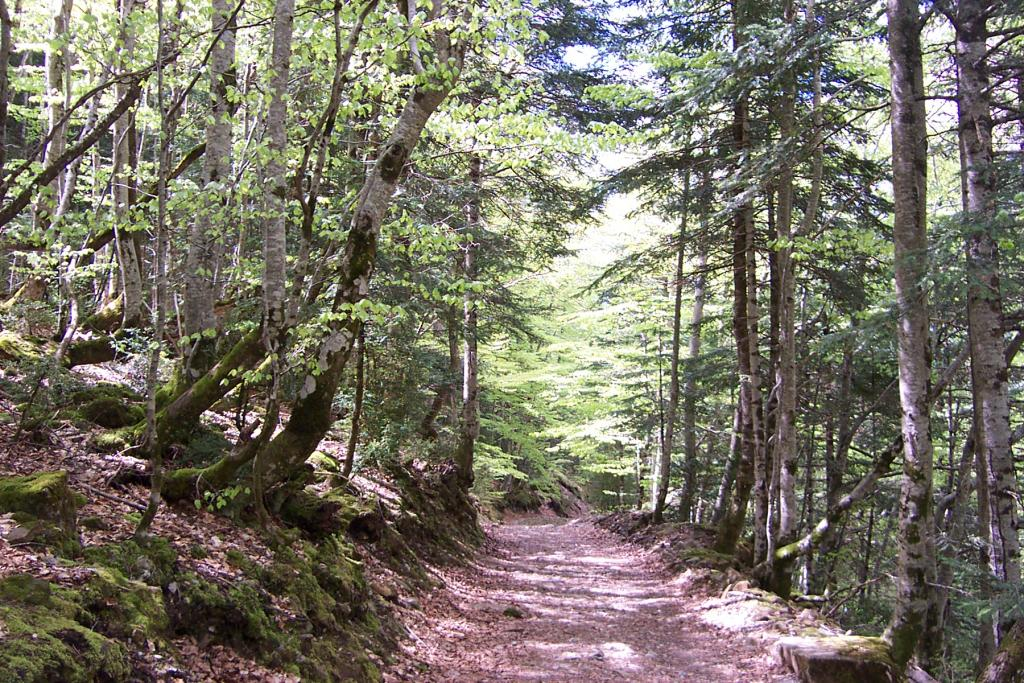
Étage montagnard

Dans les massifs montagneux des régions tempérées, l'étage montagnard est le deuxième étage de végétation qui se rencontre lors de la montée en altitude. Il est généralement compris entre ~500 m et ~1500 m d'altitude. Il est situé au-dessus de l'étage collinéen et au-dessous de l'étage subalpin.
L'étage submontagnard concerne la végétation plutôt inféodée à l'étage montagnard mais dont l'aire s'étend aussi à l'étage collinéen.

## Flore

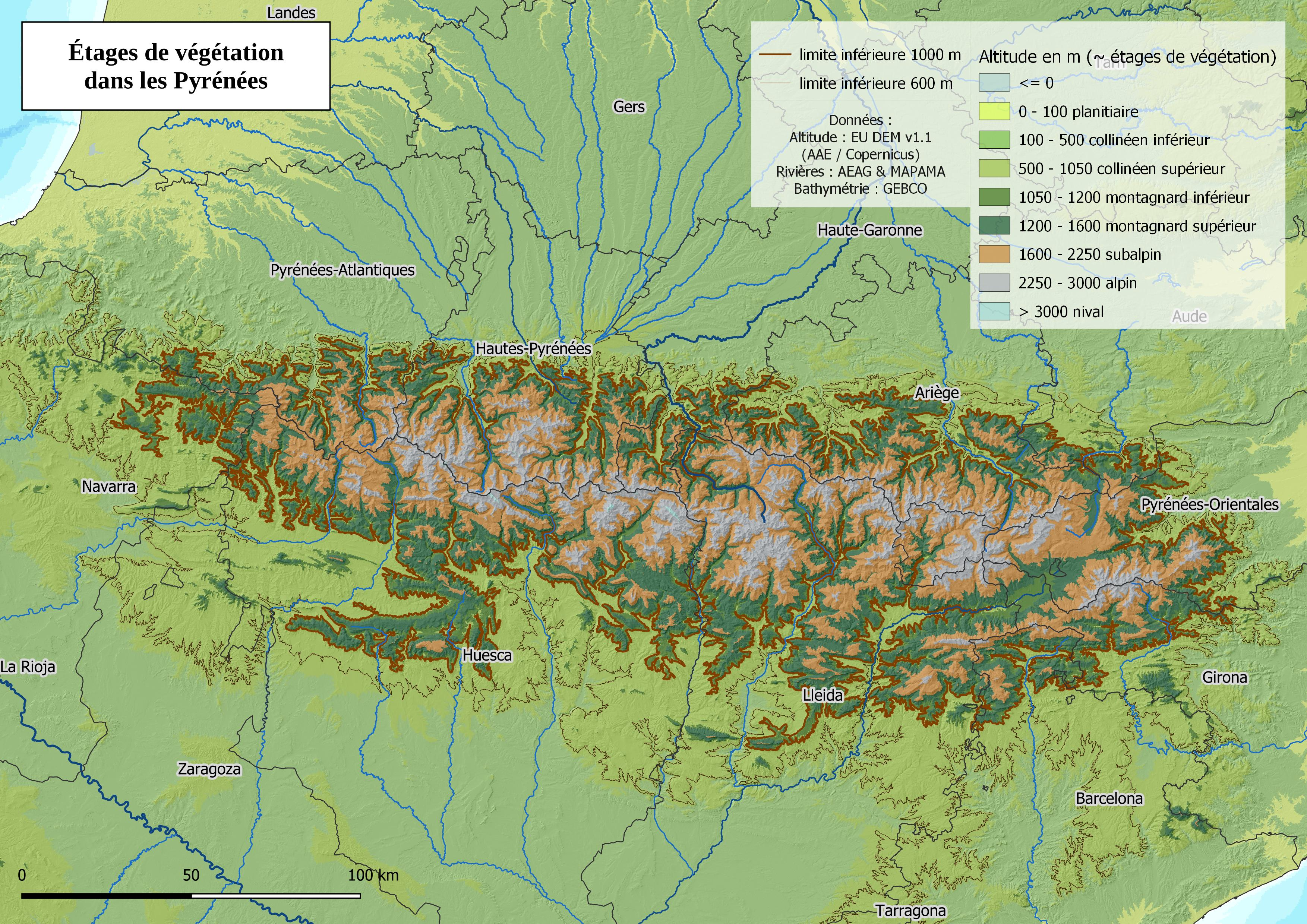
Les étages de végétation dans les Pyrénées (selon Grüber 1979)

Il est composé d'une forêt mixte de feuillus et de conifères. Des pinèdes sylvestres mésophiles y sont également fréquentes. Le hêtre et le sapin sont les essences typiques de l'étage montagnard.

## Faune
Cerf, chevreuil, sanglier, coq de bruyère ou Grand Tétras, pic noir, renard, grive, etc.

Représentation schématique des différents étages de végétation dans les Alpes.
Principaux étages de végétation dans les Pyrénées : mousses et lichens à l'étage nival, prairies à l'étage alpin, pins à crochets à l'étage subalpin, sapins et hêtres à l'étage montagnard puis chênes et châtaigniers à l'étage collinéen.